# 小山高朝
小山 高朝（おやま たかとも）は、戦国時代から安土桃山時代にかけての下野国の武将・戦国大名。小山氏17代当主。結城六郎。小山六郎。

## 生涯
永正5年（1508年）、結城政朝の三男として誕生。3代古河公方・足利高基の偏諱を受けて高朝と名乗る。永正16年（1519年）、高基の意向を受けて小弓公方・足利義明に味方する真里谷氏の城である上総国椎津城を攻撃した武将の中に「結城六郎」が含まれており、これが後の高朝と推定されている。天文4年（1535年）頃に小山政長の養嗣子となって小山氏の家督を継承した。なお、この際に山川氏から来た同じ養子・小四郎を倒したとされている。
小山氏の当主となった後は、反抗的な家臣を武力を以て従わせ、協力的な家臣には領地などの恩賞を約束するなど、家臣団の統一を目指した。また、周辺の領主と和平交渉など行い、停戦や失っていた領土の回復を果たすなど内外の問題の解決に尽力した。そういった高朝の功績もあり、小山家は比較的安定した勢力を回復することができていた。
また、父の政朝や兄の政勝と協力して、結城氏の敵対勢力と戦った。天文16年（1547年）、父・政朝が没するとその隙を突いて下野宇都宮氏が攻めてきたが、高朝は兄と協力してこれを駆逐した。天文18年（1549年）、北条氏康が古河公方・足利晴氏（高基の嫡男）の後継に義氏を擁立しようと画策したのに対して、嫡男・藤氏を擁護する高朝は対立した。しかし、兄・政勝が圧力に屈して義氏方についた上に自分の嫡男・秀綱までも同調したため、隠居を余儀なくされ、永禄3年（1560年）頃に秀綱に家督を譲った。兄の政勝が没すると、これを好機と見た小田氏治が結城城に攻め寄せるが、その際に結城城に滞在していた高朝は小山軍・結城軍を率いて氏治を退けている。
永禄4年（1561年）、小田原城の戦いでは上杉謙信に味方し、上杉軍の一員として包囲戦に参じている。しかし、謙信の関東管領就任式の際に千葉胤富に関東諸将の首位の座を奪われたことに不満を抱いたと言われており、直後に北条氏康と手を結んだために謙信の怒りを買い、翌永禄5年（1562年）に再度関東入りした謙信に攻められて高朝は降伏した。その後は秀綱に小山城を譲り渡して榎本城に退き、永禄13年/元亀元年（1570年）頃に出家して命察と号した。
天正2年（1575年）、北条氏政を攻めようと軍備を整えていた直後に急死した。

『下野国誌』では高朝の没年を天正2年としているが、結城氏の菩提寺だった茨城県結城市の孝顕寺に高朝夫妻の宝篋印塔が現存しており、高朝の没年は天正元年12月晦日と刻まれている。

## 逸話
永禄2年（1559年）、兄の結城政勝が没すると、三男の晴朝が結城氏家督を継いだ。晩年の高朝は結城氏の菩提寺の住職に宛てて「自分が小山氏を継いだ頃は、何かがあると両親（結城政朝夫妻）が小山に来るので困惑したものだが、晴朝のことを考えると両親の気持ちが良く分かる」という趣旨の書状を出して、自分に代わって晴朝を助けてくれる様に求めている。一方、晴朝も同じ頃に父の健康が優れないことを聞いて、乱世で結城氏を守るためとはいえ父を攻めた罪に悩んでいることを同じ住職に告白する書状を送っている。
この頃の関東は、古河公方家の内紛や後北条氏と上杉氏の争いの影響を強く受け、さらに姻戚関係も入り乱れており、親子や同族親族が敵対する側に立って互いを攻め合うことが多くあり、小山・結城両氏も例外ではなかった。